# IC 2735
IC 2735 је спирална галаксија у сазвјежђу Велики медвјед која се налази на листи објеката дубоког неба у Индекс каталогу.
Деклинација објекта је + 34° 20' 40" а ректасцензија 11h 21m 3,8s. Привидна величина (магнитуда) објекта IC 2735 износи 14,6 а фотографска магнитуда 15,4. IC 2735 је још познат и под ознакама UGC 6364, MCG 6-25-48, CGCG 185-41, IRAS 11184+3436, PGC 34772.